# Barosaurus lentus
Barosaurus (il cui nome significa "lucertola pesante) è un genere estinto di dinosauro sauropode diplodocide gigante vissuto nel Giurassico superiore, circa 152-150 milioni di anni fa (Titoniano), in quella che è oggi la Formazione Morrison, nello Utah e in Dakota del Sud (ed eventualmente la Formazione Tendaguru, Tanzania), nelle zone stratigrafiche 2-5. Caratterizzato da una mole imponente, un lungo collo e un'altrettanto lunga coda, il Barosaurus è forse uno dei più grandi dinosauri del suo periodo. 
Il termine composito Barosaurus deriva dal greco antico Barys (βαρυς) che significa "pesante" e sauros (σαυρος) che significa "lucertola"; il nome completo significa "lucertola pesante".

## Descrizione

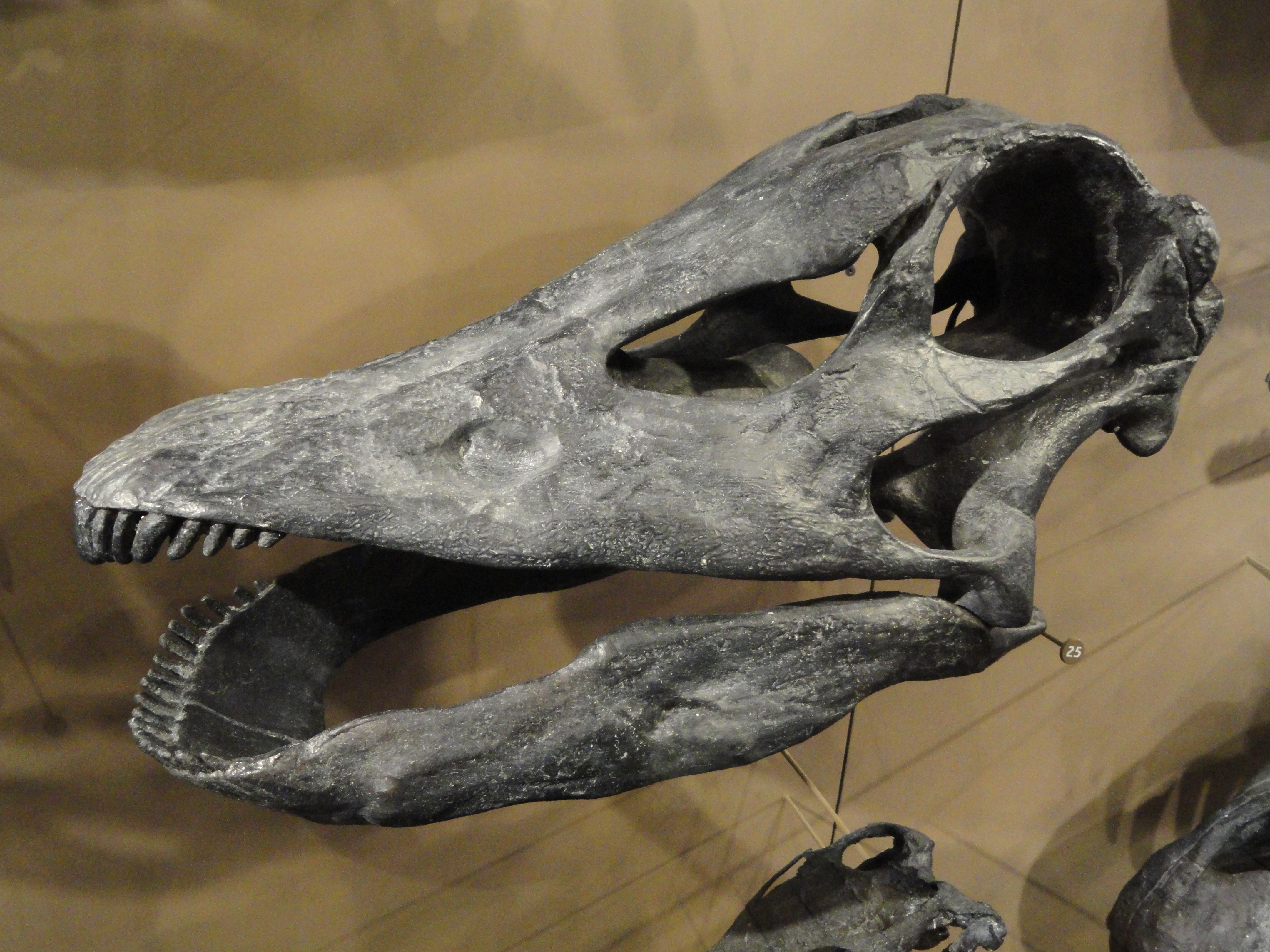
Cranio di Barosaurus lentus

Questo dinosauro sauropode, dotato di coda e collo eccezionalmente lunghi, era quasi identico al famoso diplodoco, e se non fosse per le incredibili dimensioni del collo di Barosaurus i due animali potrebbero essere considerati come appartenenti a un solo genere. Le vertebre più alte e la coda leggermente più corta rispetto a Diplodocus sono altre due caratteristiche che distinguono i due animali. Probabilmente, più dei quattro quinti dell'intero dinosauro spettavano a collo e coda, su una lunghezza totale di 27 metri e pesava 20-30 tonnellate. 
Il Museo di Storia Naturale di New York mostra lo scheletro di un barosauro mamma che si erge sulle zampe posteriori a un'altezza incredibile per proteggere il suo piccolo da un Allosaurus. La testa dell'animale raggiungerebbe il quinto piano di un palazzo.

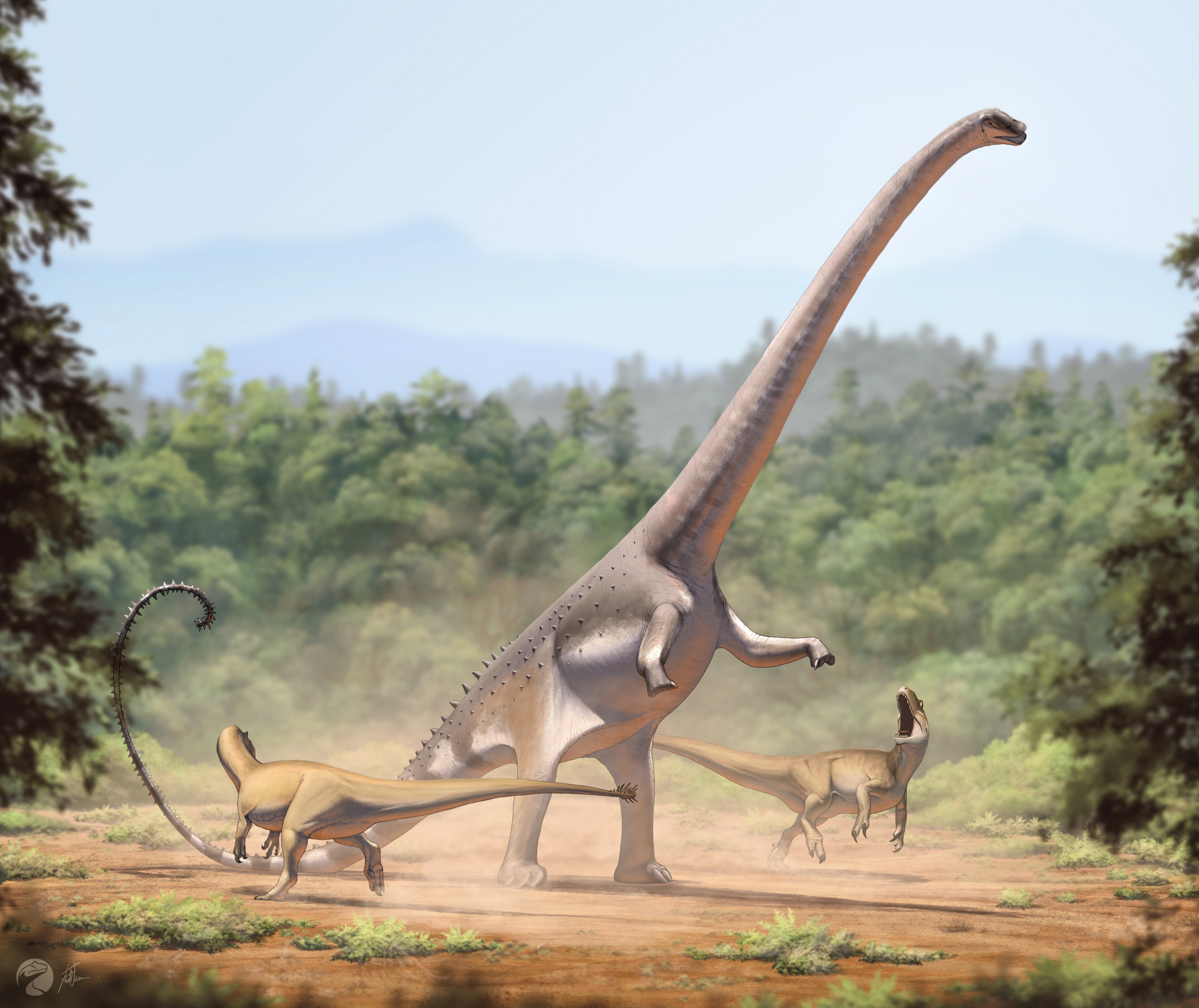
Ricostruzione di Barosaurus lentus attaccato da allosauri

Un tempo si pensava che il lungo collo del barosauro venisse sollevato come quello di una giraffa. Per pompare sangue al cervello, però, il cuore da solo avrebbe dovuto pesare più di mezza tonnellata. Ma più grande è un cuore, meno battiti produce, e quindi il sangue del barosauro sarebbe tornato indietro verso il cuore prima di essere riuscito a raggiungere il cervello. A causa di queste difficoltà, venne sviluppata una teoria secondo la quale Barosaurus aveva otto "cuori": due nel petto, e tre paia lungo l'immenso collo. Un'altra teoria presentava l'idea che questo dinosauro avesse dei sistemi di bloccaggio nelle arterie che impedivano al sangue di tornare indietro. Queste teorie vennero a cadere quando alcuni modelli al computer di diplodocidi mostrarono che con tutta probabilità questi dinosauri tenevano i loro colli più o meno orizzontalmente, di fatto eliminando il problema del pompare sangue al cervello. Il numero di vertebre cervicali di Barosaurus era lo stesso che in Diplodocus (15), ma alcune di queste vertebre superavano addirittura il metro di lunghezza. Le cavità nella loro struttura, però, le rendevano piuttosto leggere e il collo era meno pesante di quanto potesse sembrare.

## Scoperte in Nordamerica
Il barosauro fu uno dei moltissimi dinosauri scoperti in Nordamerica durante la cosiddetta "Guerra delle Ossa" tra Edward Drinker Cope e Othniel Charles Marsh, avvenuta sul finire dell''800. La descrizione della specie Barosaurus lentus avvenne ad opera di Marsh nel 1890. Solo nel 1922, però, nella Carnegie Quarry dello Utah vennero scoperti tre scheletri completi di questo animale, da parte di un team capitanato da Earl Douglass. Successivamente, altri resti di questo dinosauro gigantesco vennero dissotterrati in Dakota del Sud. Tutto il materiale, naturalmente, proviene dalla famosa Formazione Morrison, che ha dato alla luce altri famosi dinosauri quali Apatosaurus, Brontosaurus, Diplodocus, Allosaurus, Stegosaurus, Ceratosaurus, Camarasaurus, Camptosaurus e Brachiosaurus. Rispetto ai sauropodi più famosi, però, il barosauro è considerato piuttosto raro; in realtà, un ulteriore studio del materiale diplodocide proveniente dalla formazione ha dimostrato che Barosaurus era un animale abbastanza comune.

## Presunte specie africane
Resti provenienti dal Giurassico superiore della Tanzania, descritti originariamente come Tornieria, vennero considerati da alcuni autori come facenti parte del genere Barosaurus. Recenti ricerche hanno dimostrato però che questi resti, appartenenti alle due specie T. africana e T. gracilis, fanno effettivamente parte di un genere a sé stante, pur simile ai giganti del Nordamerica. Una seconda specie di Barosaurus proveniente dagli Usa, denominata B. affinis, è ora considerata un sinonimo di B. lentus.